# Elisabeth Charlotte Gloeden
Elisabeth Charlotte Gloeden, née Kuznitzky le 9 décembre 1903 à Cologne et morte le 30 novembre 1944 , est une juriste allemande, résistante au régime nazi, exécutée dans la prison de Berlin-Plötzensee. Elle est aussi connue sous le nom de Lieselotte Gloeden ou plus simplement Lilo Gloeden.

## Biographie
Elisabeth Charlotte Kuznitzky épouse en 1938 l’architecte Erich Gloeden.
Pendant la Seconde Guerre mondiale, Erich fait partie de l'Organisation Todt, ce qui le conduit à être présent en Pologne fin 1942, où il découvre le génocide en cours.
Lilo et Erich Gloeden aident un grand nombre de Juifs à vivre dans la clandestinité. Sur la recommandation de Hans Ludwig Sierks (de), un ami d’Erich ingénieur en construction, ils abritent le 29 juillet 1944 le général Fritz Lindemann, qui est un acteur important du complot du 20 juillet 1944, dont l'objet était d’assassiner Adolf Hitler puis de renverser le régime nazi. Erich Gloeden croit d'abord que Lindemann est un Juif, car il se fait connaître sous le nom d'Exner. Lindemann vit ensuite pendant cinq semaines dans un appartement voisin de celui de la famille Gloeden à Berlin-Westend. Une forte récompense est promise à qui dénoncera Lindemann. Le 3 septembre, l'appartement est perquisitionné par la Gestapo qui arrête Lindemann, Erich Gloeden, Lilo et sa mère Elisabeth Kuznitzky (de) : Lindemann est blessé lors de l’arrestation et meurt trois semaines plus tard à l'hôpital.
Le 27 novembre, le Volksgerichtshof condamne Erich Gloeden à la peine de mort et les deux femmes à de longues peines de prison : Erich Gloeden a tenté de disculper les deux femmes en indiquant qu'elles ne connaissaient pas l'identité de Lindemann ; néanmoins celles-ci affirment successivement le contraire dès lors qu'elles apprennent la condamnation à mort de leur mari et gendre : ils sont finalement tous trois décapités à quelques minutes d’intervalle dans la prison de Plötzensee le 30 novembre.

## Hommages
En 1963, à environ deux kilomètres à l'ouest du mémorial de Plötzensee (de), là où ils ont été exécutés, une allée a été baptisée « Gloedenpfad » (allée Gloeden) du nom des époux,.
Des plaques pour honorer la mémoire de Lilo Gloeden ont été apposées devant les immeubles où elle a vécu :
- avec ses parents, à Cologne, Mohrenstrasse 20 (antérieurement numéroté 26) ;
- avec son mari, à Berlin-Westend, Kastanienallee 23, où elle a été arrêtée ainsi que son mari et sa mère.

Plaques posées le 10 septembre 2018 sur le trottoir devant l’entrée de son ancien domicile de Cologne, aujourd’hui au Mohrenstrasse 20 (antérieurement numéroté 26)
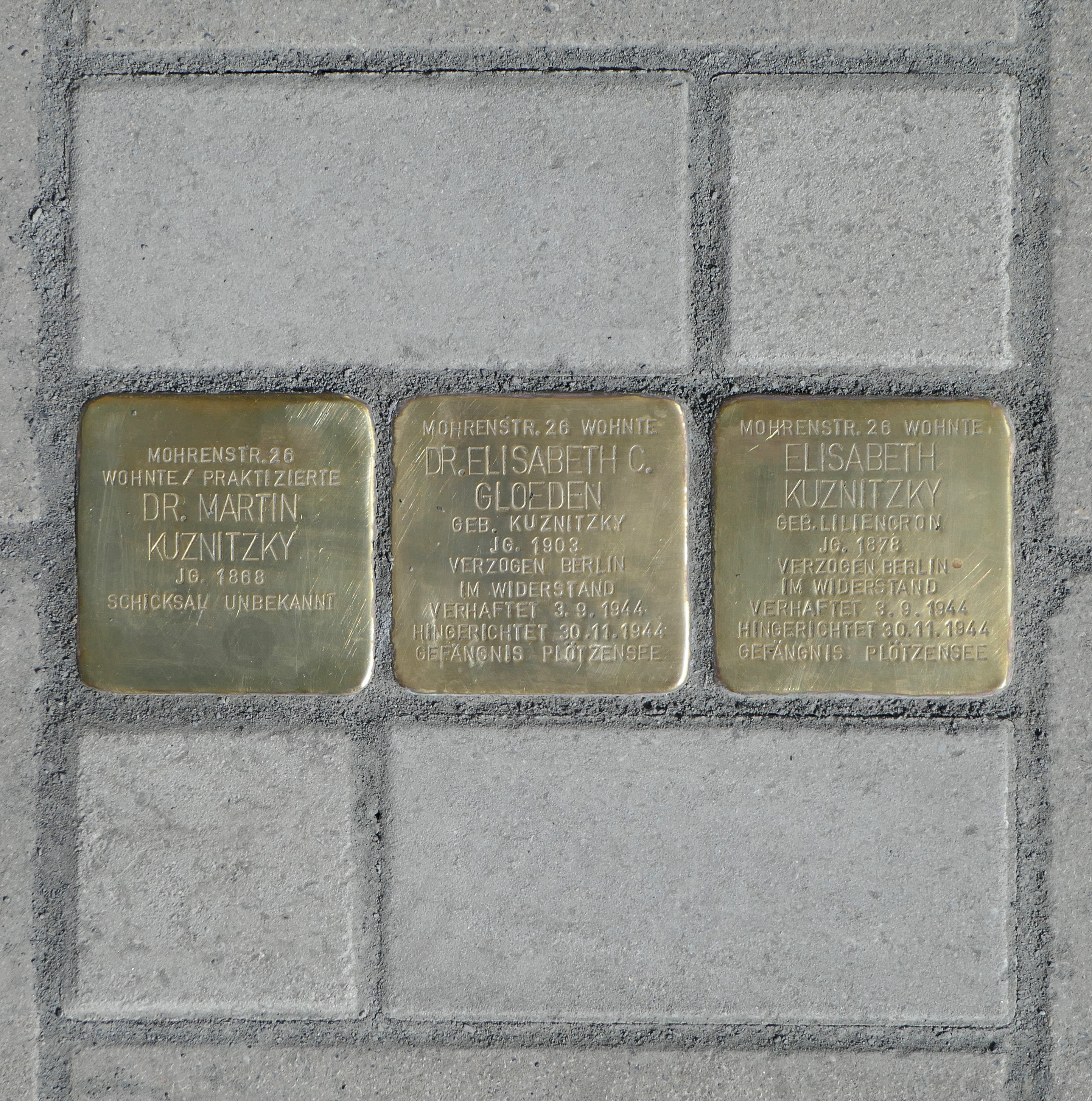
Les trois plaques pour Lilo Gloeden, alors appelée Kuznitzky, son père (de)[d] et sa mère (de).
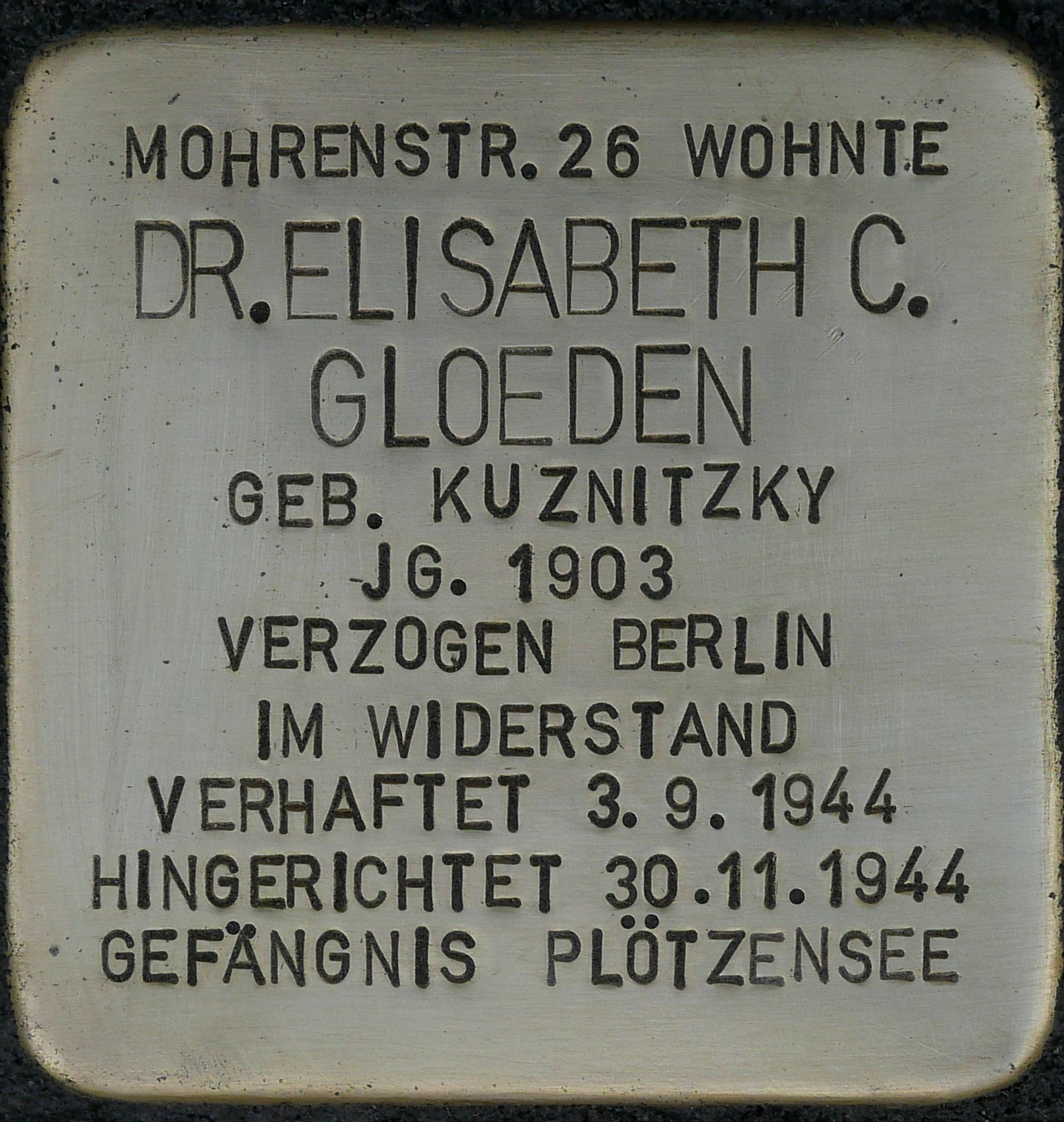
La plaque de Lilo Gloeden en gros plan.
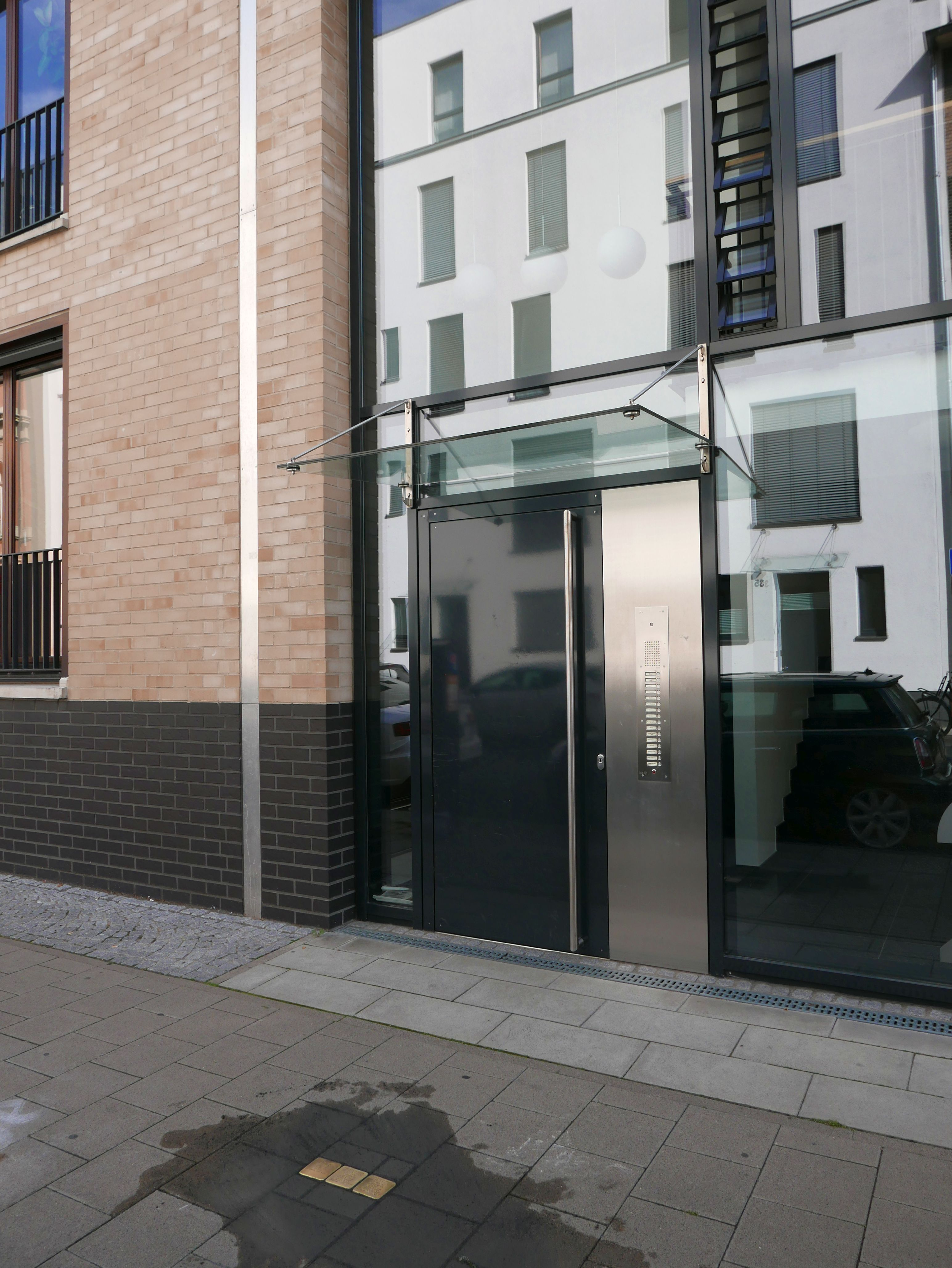
Vue des trois plaques le jour de leur pose.

Plaques posées le 4 octobre 2010 devant le dernier domicile de Berlin-Westend, Kastanienallee 23
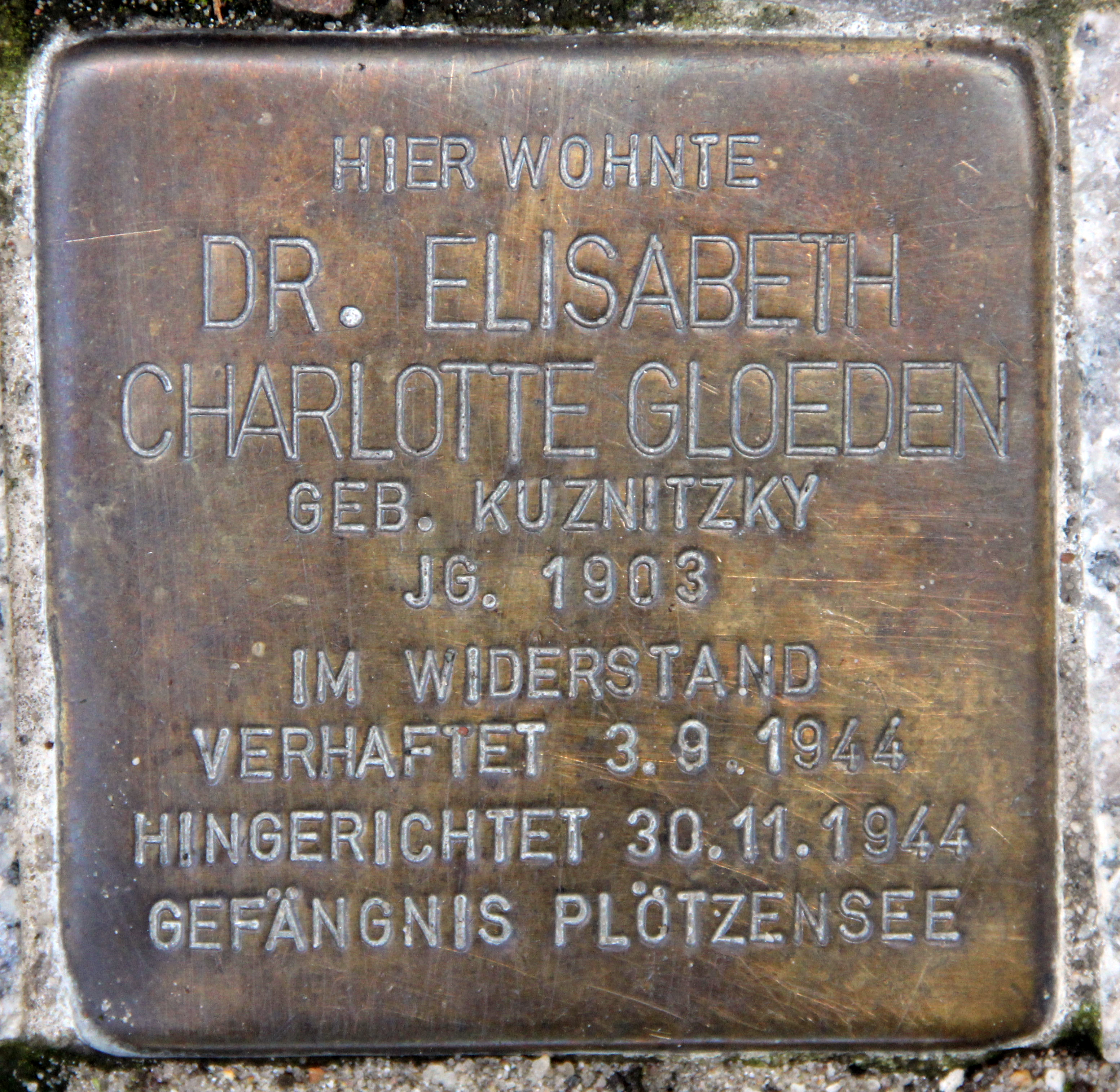
La plaque de Lilo Gloeden, née Kuznitzky.
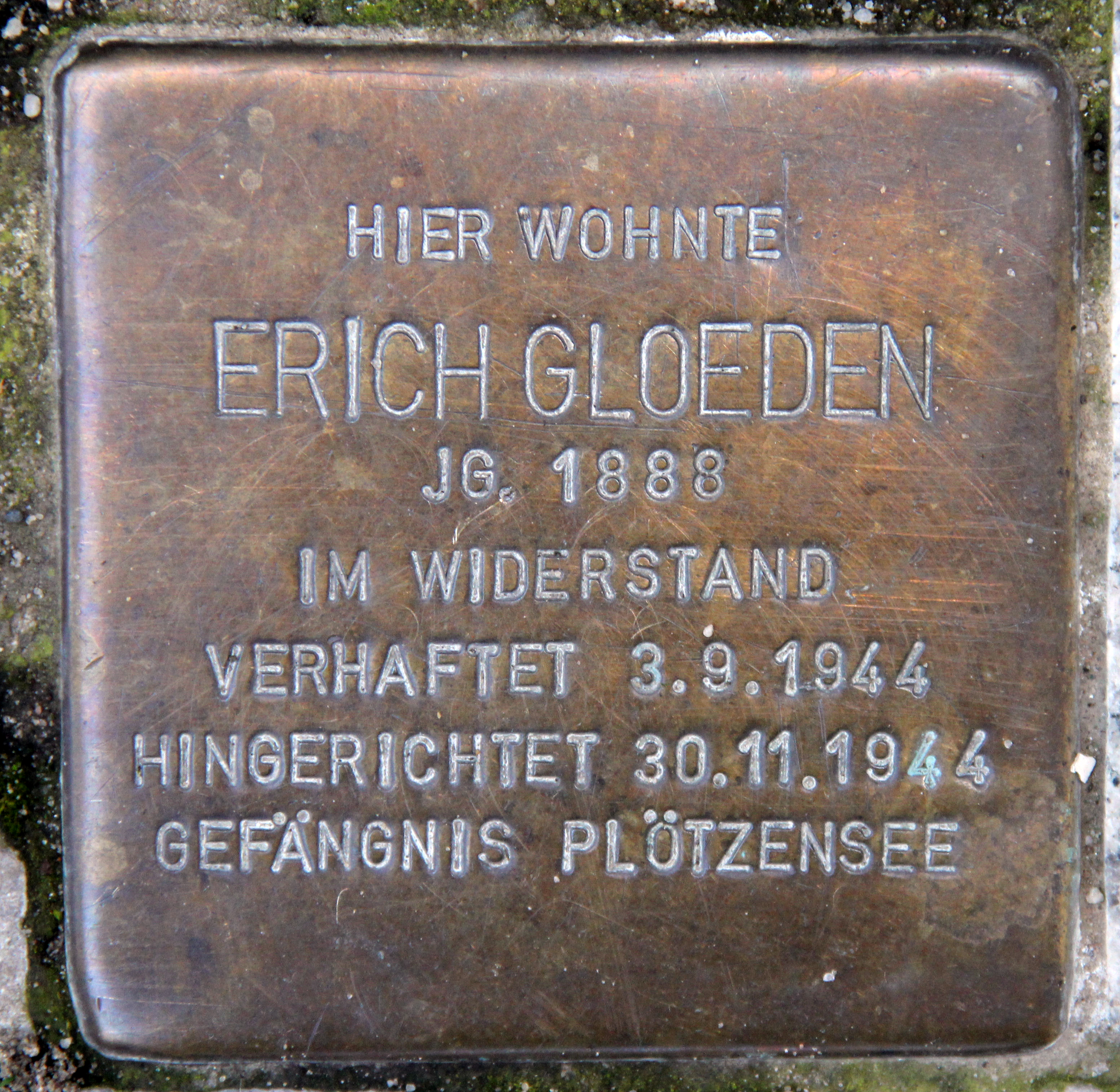
La plaque de son mari, Erich Gloeden.
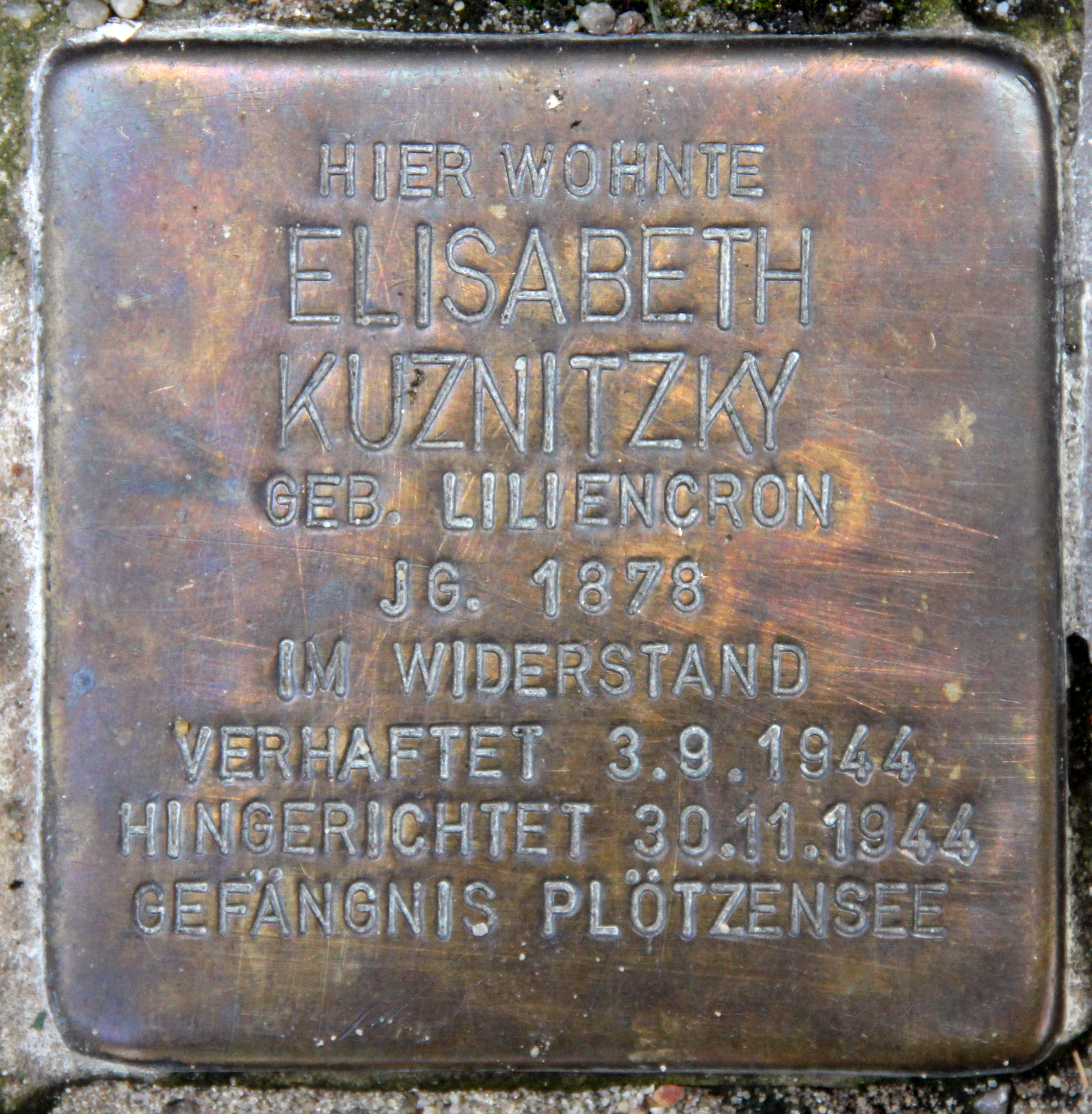
La plaque de sa mère, Elisabeth Kuznitzky.

Le président du Bundestag, Norbert Lammert, dans son discours à Dresde le jour de l'Unité allemande en 2016, a relevé que l'histoire nationale de chaque pays est la somme des histoires de personnes rapidement oubliées telles les Gloeden, qui sont un exemple de ceux que l'Allemagne a tenté d’exclure il y a peu de générations, alors qu'ils étaient des membres sans conteste de la Nation.